# Aletia
Aletia is een geslacht van vlinders uit de familie van de Uilen (Noctuidae) en de onderfamilie Hadeninae.

## Soorten
- A. abdita Hreblay & Yoshimatsu
- A. abdominalis Walker, 1856
- A. albomarginata Wileman & South, 1920
- A. algirica Oberthür, 1918
- A. amlaki (Laporte, 1984)
- A. angustipennis (Saalmüller, 1891)
- A. ankaratra Rungs, 1956
- A. anthracoscelis Boursin, 1962
- A. argentivena Calora, 1966
- A. aroroyensis Calora, 1966
- A. atrata Remm & Viidalepp, 1979
- A. bani Sugi, 1977
- A. bicolorata Plante, 1992
- A. bistrigata Moore, 1881
- A. brandti Boursin, 1963
- A. brunneicoccinea Calora, 1966
- A. circulus (Saalmüller, 1880)
- A. combinata Walker, 1856
- A. congrua Hübner, 1817
- A. conigera Schiffermüller, 1776
- A. consanguis (Guenée, 1852)
- A. cryptargyrea Bethune-Baker, 1905
- A. cuneolata Calora, 1966
- A. changi Sugi, 1992
- A. chosenicola Bryk, 1948
- A. dauensis Calora, 1966
- A. decaryi (Boursin & Rungs, 1952)
- A. decisissima Walker, 1865
- A. decoronata Hreblay, 1996
- A. distincta Moore, 1881
- A. duplex Rungs, 1956
- A. elisa (Berio, 1962)
- A. evoei (Laporte, 1974)
- A. exsanguis Guenée, 1852
- A. fallaciosa (Rungs, 1956)
- A. fasciata Moore, 1881
- A. favicolor Barrett, 1896
- A. flavalba (Berio, 1970)
- A. flavostigma Bremer, 1864
- A. formosana Butler, 1880
- A. franclemonti Calora, 1966
- A. graditornalis (Berio, 1970)
- A. grata Hreblay, 1996
- A. guanyuana Chang, 1991
- A. hamifera Walker, 1862
- A. hannemanni Yoshimatsu, 1991
- A. heimi Rungs, 1956
- A. inframicans (Hampson, 1893)
- A. infrargyrea (Saalmüller, 1891)
- A. inornata Leech, 1889
- A. laevusta (Berio, 1955)
- A. lalbum Linnaeus, 1767
- A. languida Walker, 1858
- A. larseni Wiltshire, 1985
- A. laxa Hreblay & Yoshimatsu, 1996
- A. legraini Plante, 1922
- A. lepida Hreblay, 1996
- A. liebherri Yoshimatsu, 1991
- A. lineatipes Moore, 1881
- A. lipara Wileman & West, 1928
- A. lishana Chang, 1991
- A. littoralis (Curtis, 1827)
- A. lucbana Calora, 1966
- A. mesotrosta Püngeler, 1899
- A. mesotrostina Draudt, 1950
- A. milloti (Rungs, 1956)
- A. mollis (Berio, 1974)
- A. moriutii Yoshimatsu & Hreblay, 1996
- A. multilinea Walker, 1856
- A. mvakoumelensis (Laporte, 1973)
- A. octogesima (Wiltshire, 1982)
- A. opada Calora, 1966
- A. operosa (Saalmüller, 1891)
- A. oregona Smith, 1902
- A. owadai Sugi, 1982
- A. oxygala Grote, 1881
- A. pakdala Calora, 1966
- A. panarista (Fletcher D. S., 1963)
- A. pastearis Draudt, 1950
- A. percisa Moore, 1888
- A. perirrorata Warren, 1913
- A. perstriata Sugi, 1982
- A. phaeopasta (Hampson, 1907)
- A. phragmitidicola Guenée, 1852
- A. pilipalpis Grote, 1875
- A. placida Butler, 1878
- A. provvisoria (Berio, 1962)
- A. proxima Leech, 1900
- A. pryeri Leech, 1900
- A. pseudargyria Guenée, 1852
- A. pseudotacuna (Berio, 1962)
- A. pudorina Schiffermüller, 1775
- A. purpurpatagis Chang, 1991
- A. pyrausta (Hampson, 1913)
- A. radiata Bremer, 1864
- A. rosadia Draudt, 1950
- A. rufescentalis Poole, 1989
- A. rufipennis Butler, 1878
- A. rutilitincta Hreblay & Yoshimatsu, 1996
- A. salebrosa Butler, 1878
- A. sassanidica Hacker, 1986
- A. semicana Pagenstecher, 1900
- A. similissima Hreblay & Yoshimatsu, 1996
- A. simplex Leech, 1889
- A. speciosa Yoshimatsu, 1991
- A. straminea Treitschke, 1825
- A. subdecora Wileman, 1912
- A. subplacida Sugi, 1977
- A. subrubrescens Warren, 1915
- A. thomasi Hacker, Hreblay & Plante, 1993
- A. tincta (Walker, 1858)
- A. toumodi (Laporte, 1978)
- A. undina Draudt, 1950
- A. uruma Sugi, 1970
- A. velutina Eversmann, 1846
- A. viettei (Rungs, 1956)
- A. vitellina Hübner, 1827
- A. vuattouxi (Laporte, 1973)
- A. yuennana Draudt, 1950
- A. yukonensis Hampson, 1911